# Kalakamati
Kalakamati är en ort (village) i distriktet North-East i östra Botswana. 